# Ameaça do estereótipo

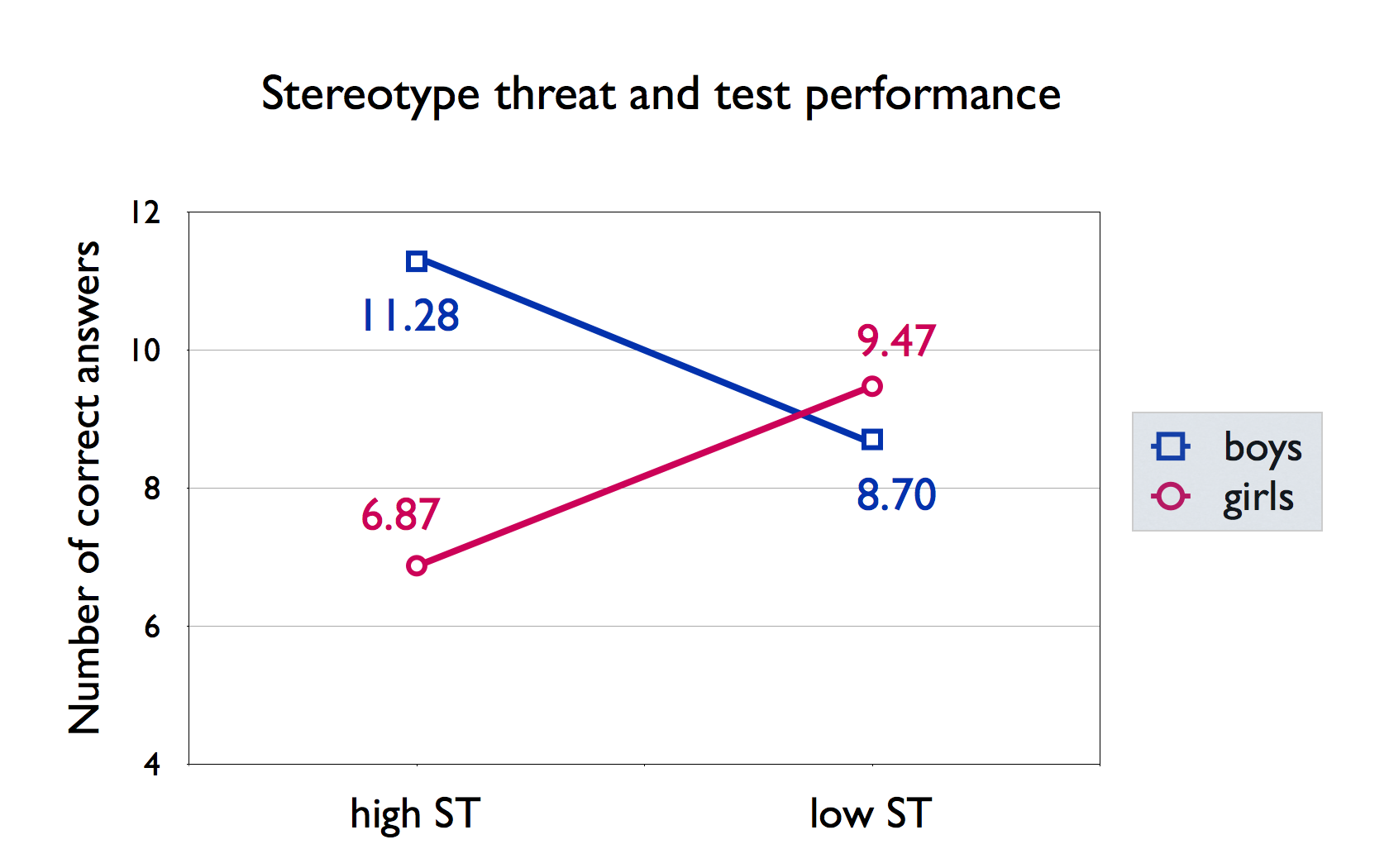
Gráfico da ameaça do estereótipo.

Ameaça do estereótipo ou Vulnerabilidade do estereótipo é uma situação em que as pessoas estão ou se sentem em risco de se conformar com os estereótipos de seu grupo social. Desde a sua introdução na literatura acadêmica, a ameaça do estereótipo tornou-se um dos temas mais estudados no campo da psicologia social.
Foi mostrado que ameaça estereótipo reduz o desempenho de indivíduos que pertencem a grupos negativamente estereotipados. Se existem estereótipos negativos em relação a um grupo específico, os membros do grupo são susceptíveis a tornar-se ansiosos sobre o seu desempenho, o que pode dificultar sua capacidade de executar no seu nível máximo. Por exemplo, a ameaça do estereótipo pode diminuir o desempenho intelectual de afro-americanos em um teste de aceitação, devido ao estereótipo de que os afro-americanos são menos inteligentes do que outros grupos. É importante ressaltar que o indivíduo não precisa se inscrever para o estereótipo para ser ativado. O mecanismo específico através do qual a ansiedade (induzida pela ativação do estereótipo) diminui o desempenho é de esgotar a memória de trabalho (especialmente os aspectos fonológicos do sistema de memória de trabalho).